# Royal Thames Yacht Club

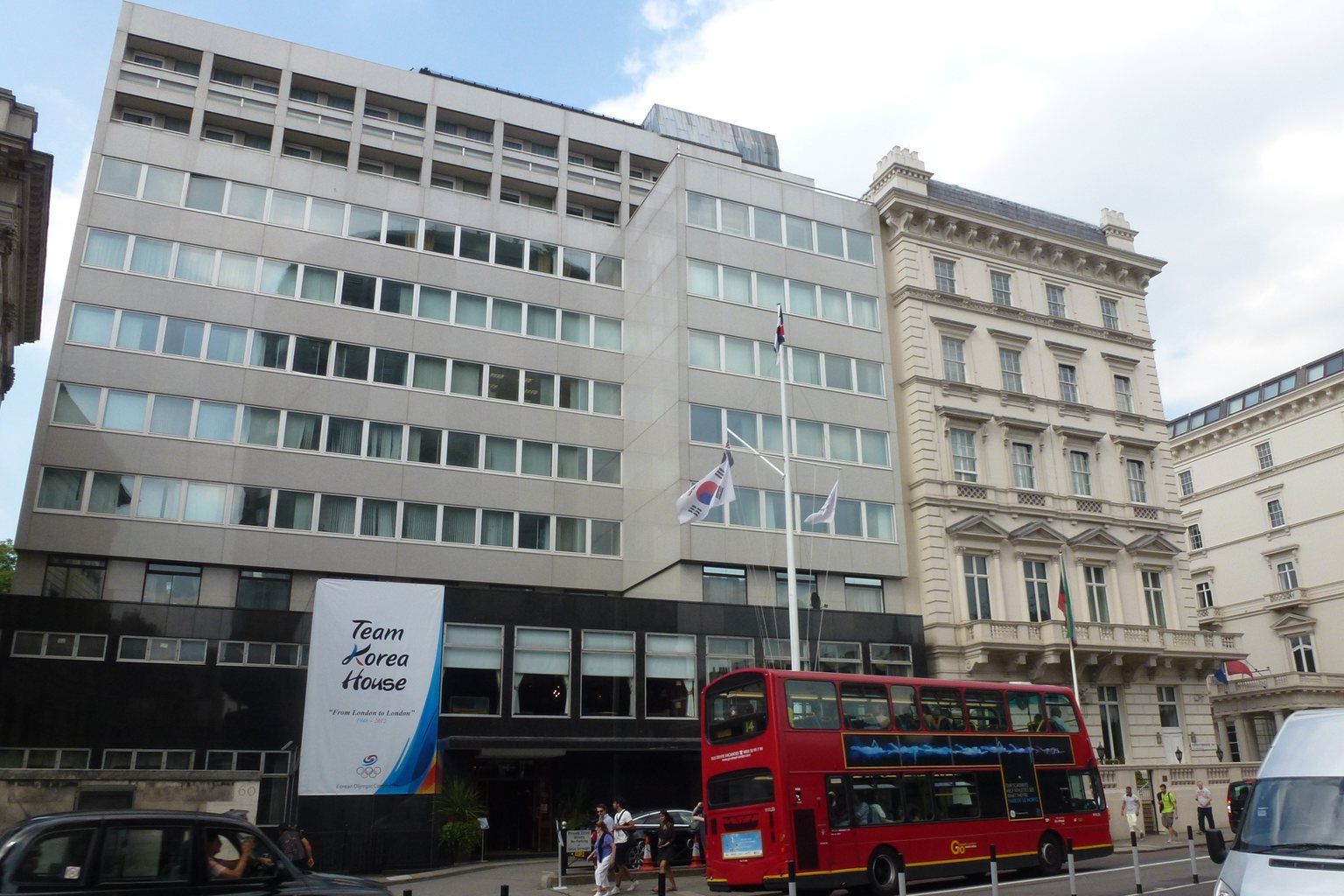
Clubhaus des Royal Thames Yacht Club in London, 2012

Der Royal Thames Yacht Club (RTYC) ist einer der ältesten Segelvereine Großbritanniens. Das Vereinshaus befindet sich in Knightsbridge, London, von wo sich ein freier Blick auf den Hyde Park bietet.
Der RTYC wurde 1775 gegründet. Prince Henry, Duke of Cumberland and Strathearn, jüngerer Bruder von König George III., stiftete anlässlich dessen Gründung einen Silberpokal für eine Segelregatta auf der Themse. Aus dieser Zeit stammt der alternative Name des Clubs, die Cumberland Fleet. Den heutigen Namen trägt der Verein seit 1830. Im Jahr 1855 führte der Club eine Neue Vermessungsformel für Yachten, das Thames Measurement ein. Die Formel wurde rasch zum Standard britischer Yachtclubs. Vor 1857 trafen sich die Mitglieder in wechselnden Kaffeehäusern Londons, bevor ein Clubhaus erworben wurde. Das gegenwärtige Clubhaus 60 Knightsbridge befindet sich seit 1923 im Besitz des RTYC.
2007 beschloss der RTYC eine Zusammenarbeit mit dem Team Origin, dem britischen Syndikat beim 33. America’s Cup.

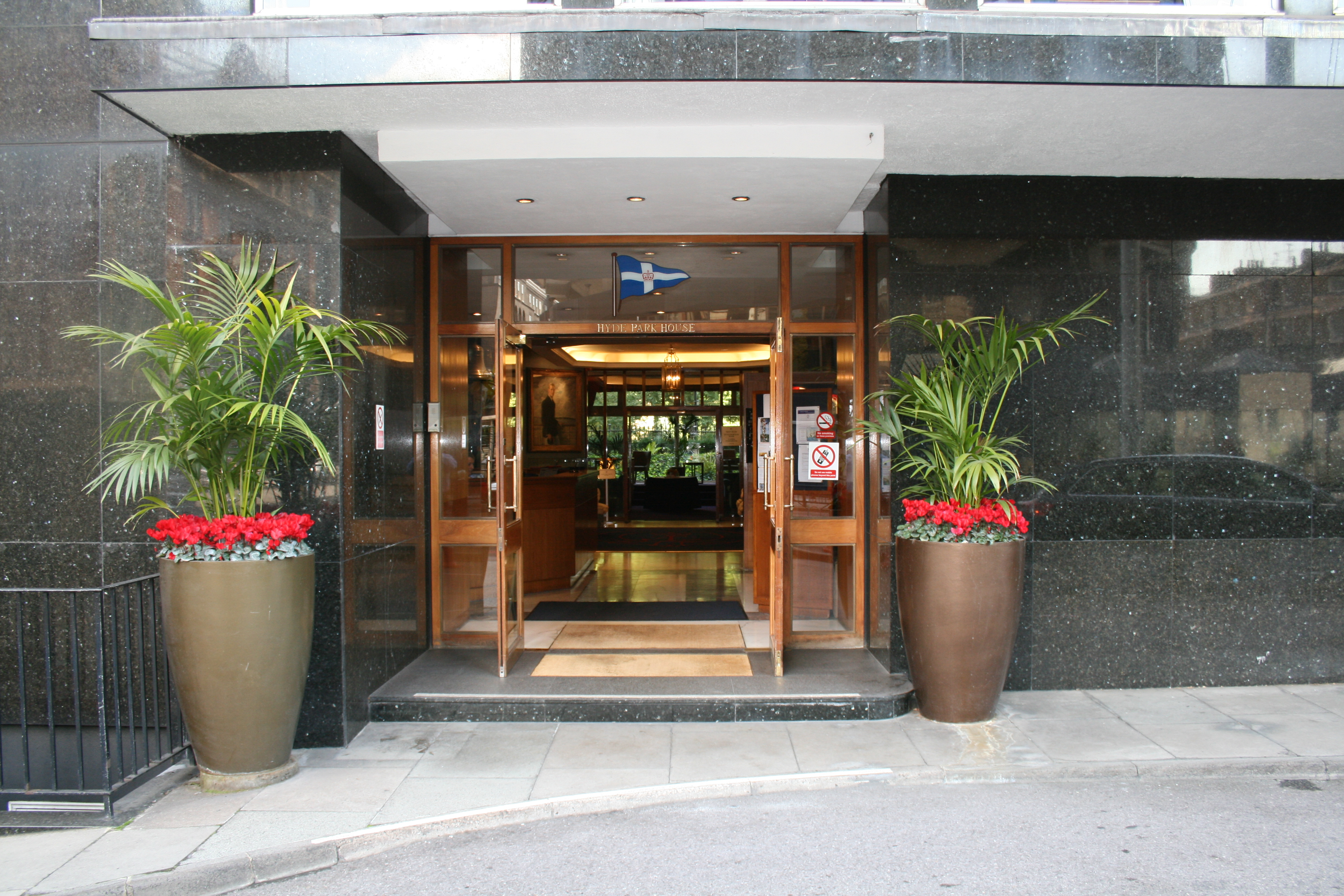
Eingang zum Clubhauses des Royal Thames Yacht Club, London
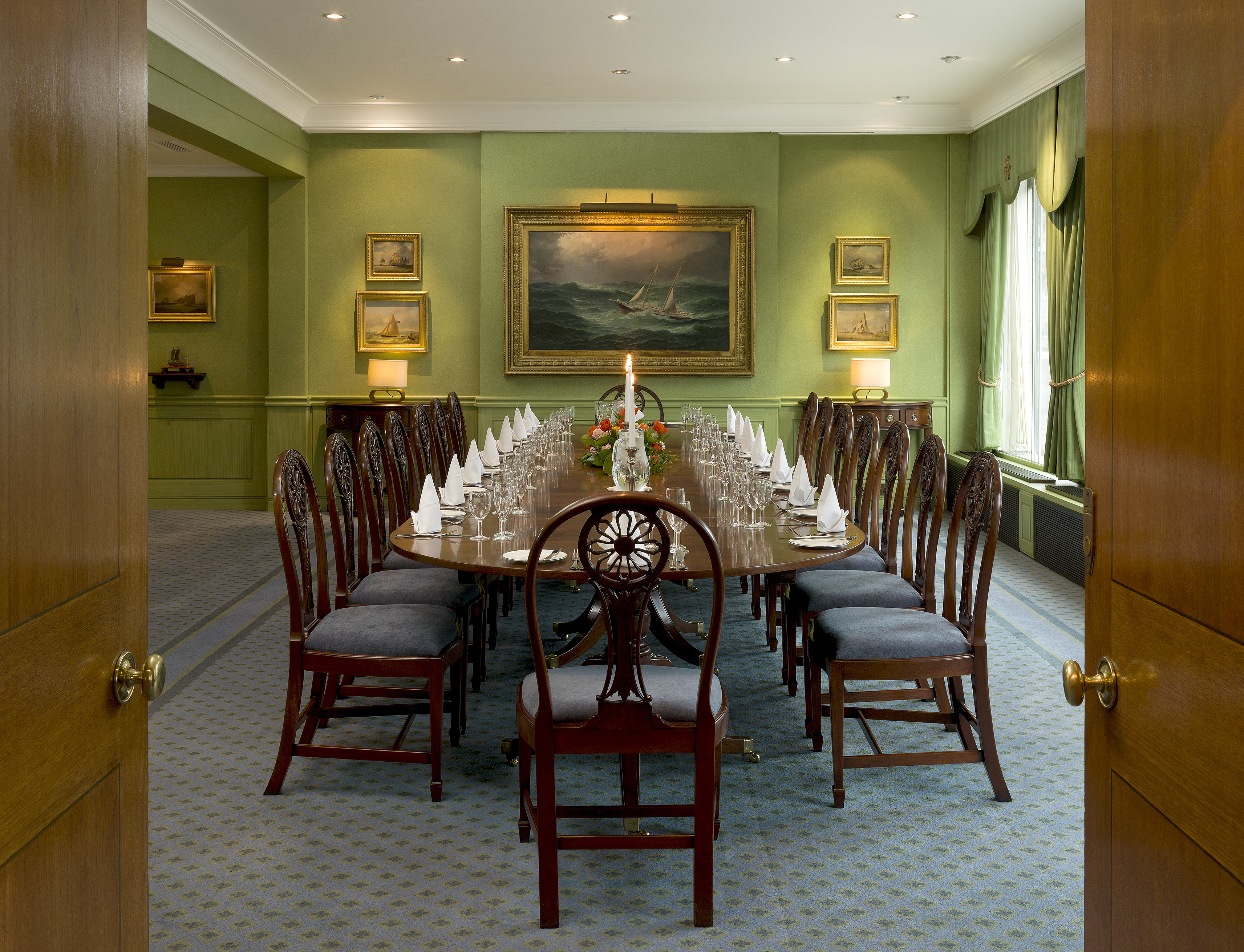
Interieur des Clubhauses des RTYC: The Edinburgh Room
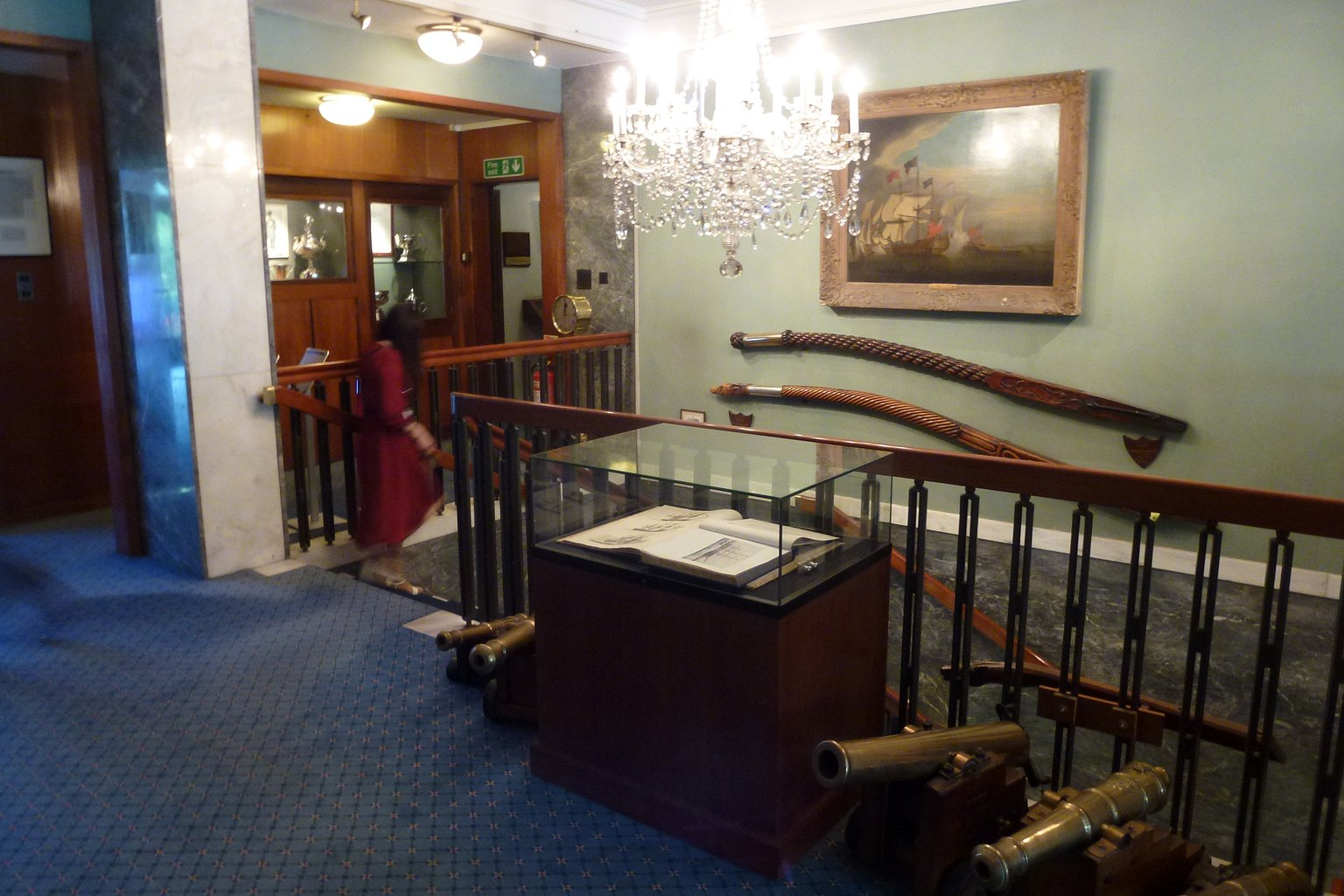
Interieur des Clubhauses des RTYC
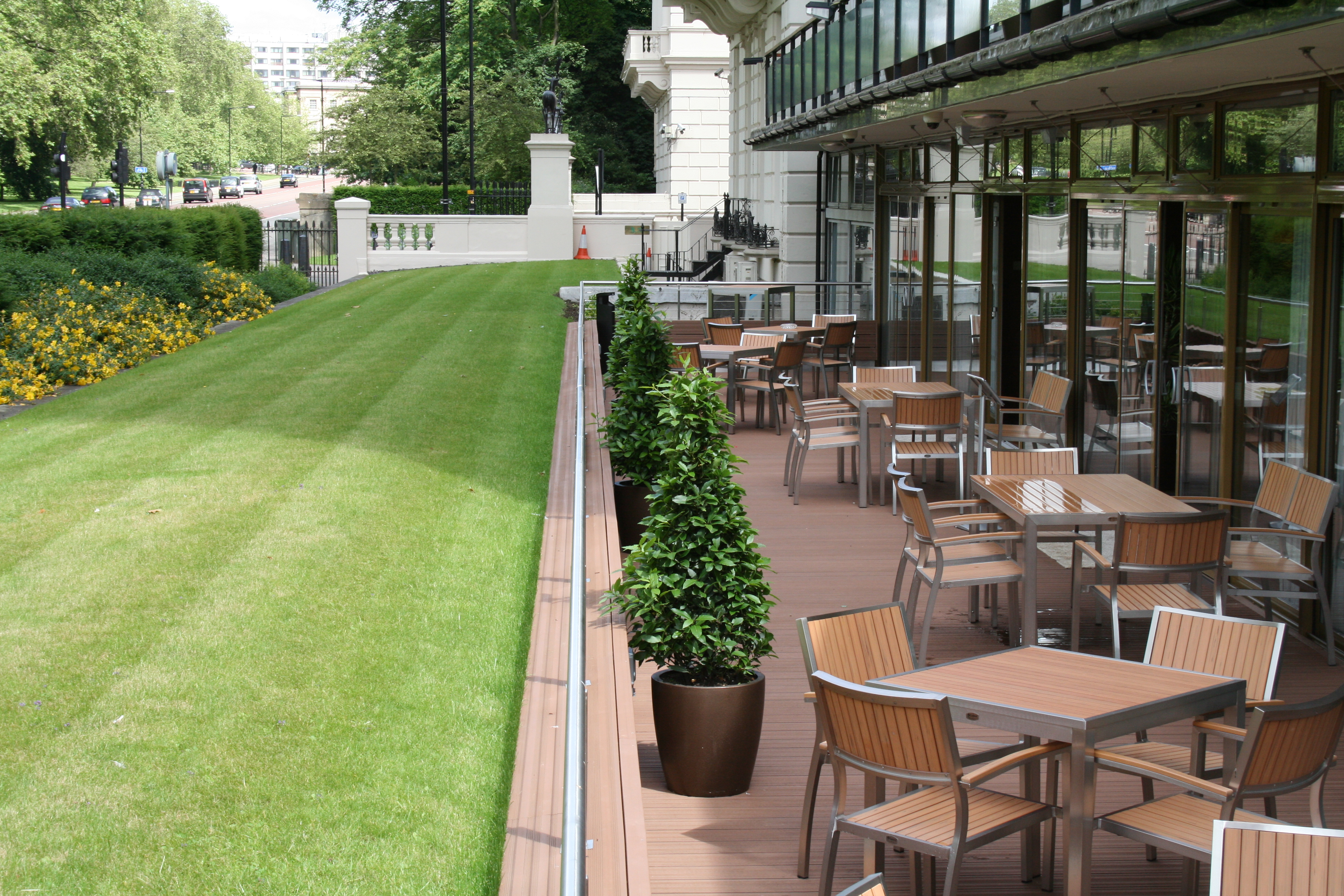
Terrasse des Clubhauses des RTYC